# Laelia calamaria
Laelia calamaria är en fjärilsart som beskrevs av George Francis Hampson 1900. Laelia calamaria ingår i släktet Laelia och familjen tofsspinnare. Inga underarter finns listade i Catalogue of Life.